# Серии Оцеляване (2000)
Сериите Оцеляване (2000) (на английски: Survivor Series) е четиринадесетото годишно pay-per-view събитие от поредицата Серии Оцеляване, продуцирано от Световната федерация по кеч (WWF). Провежда се на 19 ноември 2000 г. в Тампа, Флорида.

## Резултати
| №                                         | Резултати | Правила                                       | Време |
| ----------------------------------------- | --- | --------------------------------------------- | ----- |
| 1                                         | Стив Блекман, Краш Холи и Моли Холи побеждават T & A (Албърт и Тест) и Триш Стратъс                                                                                | Шесторен смесен отборен мач                   | 5:00  |
| 2                                         | Радикалите (Еди Гереро, Крис Беноа, Дийн Маленко и Пери Сатърн) (с Тери Рънълс) поб. Били Гън, Чайна, К-Куик и Роуд Дог                                            | Сървайвър елиминационен мач 4 срещу 4         | 12:43 |
| 3                                         | Кейн поб. Крис Джерико | Индивидуален мач                              | 12:32 |
| 4                                         | Уилям Ригъл (ш) поб. Хардкор Холи чрез дисквалификация | Индивидуален мач за Европейската титла на WWF | 5:43  |
| 5                                         | Скалата поб. Рикиши | Индивидуален мач                              | 11:19 |
| 6                                         | Айвъри (ш) поб. Лита | Индивидуален мач за Титлата при жените на WWF | 4:53  |
| 7                                         | Кърт Енгъл (ш) поб. Гробаря | Индивидуален мач за Титлата на WWF            | 16:12 |
| 8                                         | Дъдли бойз (Бъба Рей Дъдли и Дивон Дъдли) и Харди бойз (Мат Харди и Джеф Харди) поб. Острието и Крисчън и Право на цензура (Бул Бучанън и Кръстника) (с Вал Винъс) | Сървайвър елиминационен мач 4 срещу 4         | 10:05 |
| 9                                         | Ледения Стив Остин срещу Трите Хикса приключва без победител | Мач без дисквалификации                       | 25:10 |
| - (ш) – указва шампиона/шампионите в мача | |                                               |       |